# 경주 불국사 청운교·백운교
경주불국사청운교·백운교(慶州佛國寺靑雲橋·白雲橋)는 대한민국 경상북도 경주시 불국사에 있는, 남북국 시대 신라의 건축물로 대한민국의 국보 제23호이다. 위쪽이 청운교이고 아래쪽이 백운교이다.

## 설명
아래의 것이 백운교이고 위의 것이 청운교이다. 청운, 백운교를 오르면 자하문을 통해 석가모니예래불이 계시는 대웅전에 들어선다.
청운교는 16단, 백운교는 18단, 총 34단으로 이루어져 있다. 경사는 45도이다. 청운교와 백운교가 이어지는 부분에는 무지개모양의 홍예로 되어있는데, 이는 한국 홍예교, 홍예문의 초기 형태를 보여준다.
다리 아래는 궁륭형으로 만들어 통행을 가능하게 하였으며 윗부분 양끝에는 갑석이 있어 석탑의 개석모양을 닮고 있다.
건립된 것은 8세기 중엽(통일신라 시대)이고, 현재의 계단은 온전한 형태로 남아있는 것이다.

## 사진

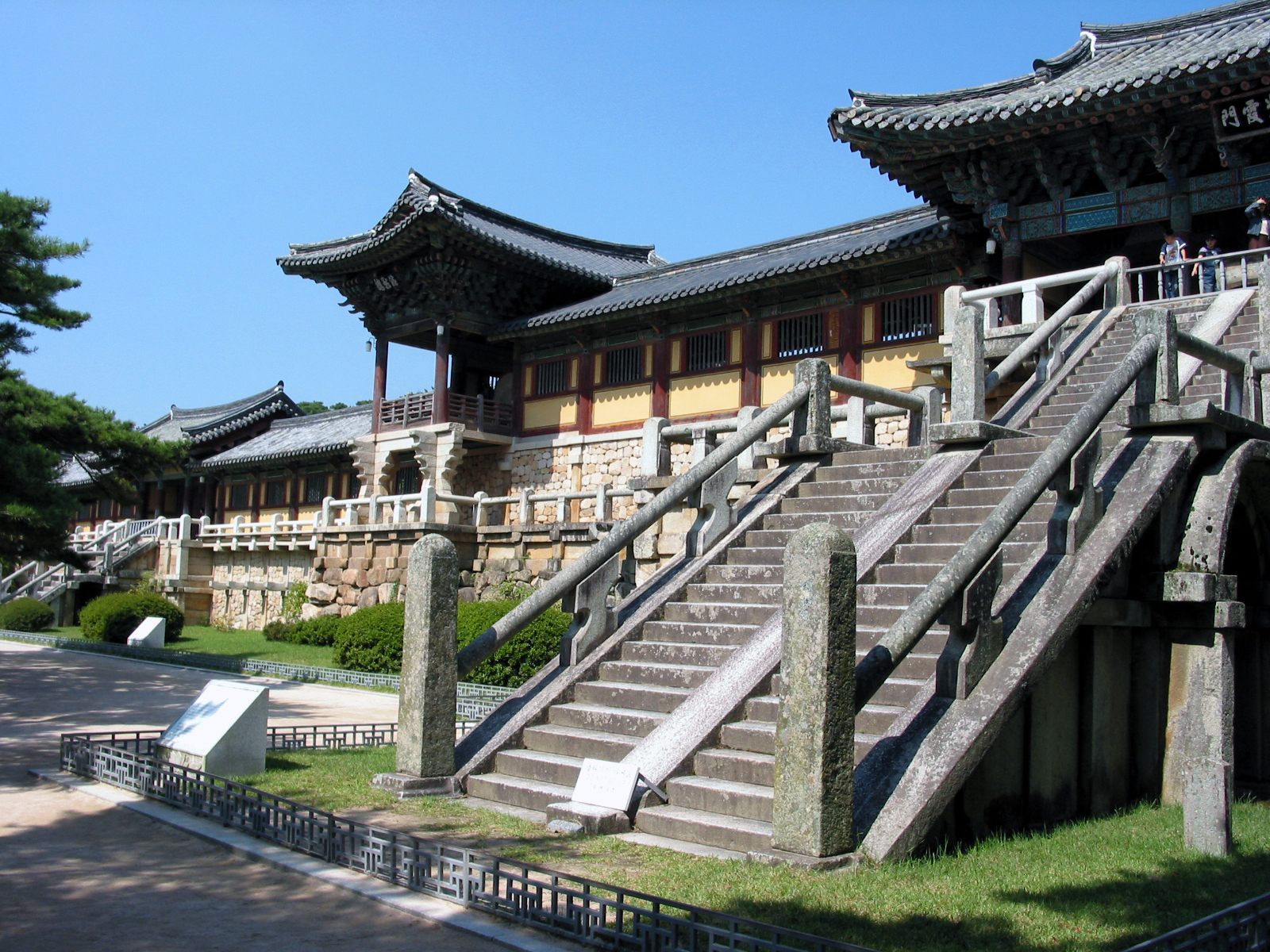
국보 제23호 청운교 및 백운교
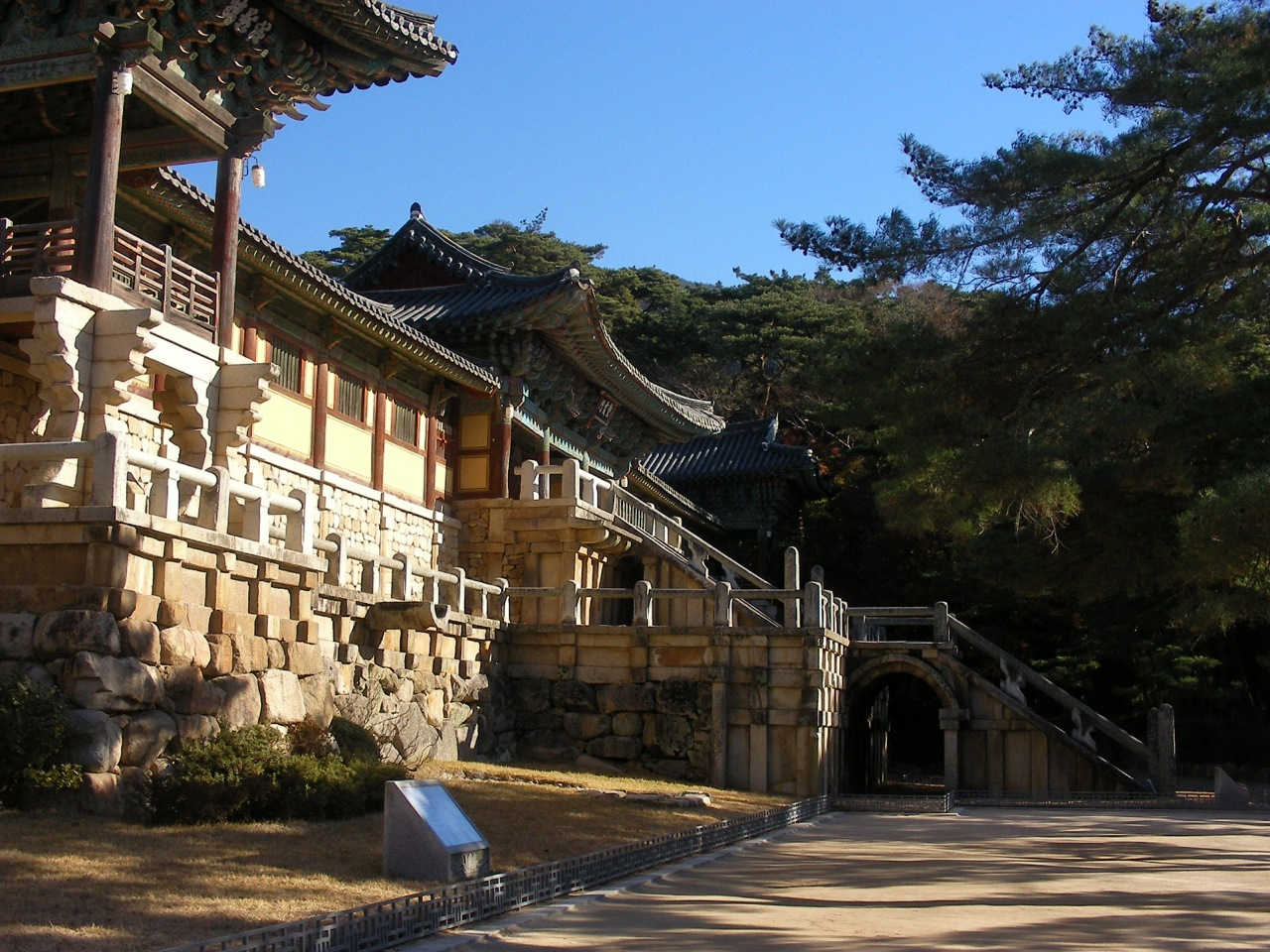
국보 제23호 청운교 및 백운교

## 같이 보기
- 불국사
- 경주 불국사 다보탑
- 경주 불국사 삼층석탑
- 경주 불국사 삼층석탑 사리장엄구
- 경주 불국사 연화교 및 칠보교